# Jacques Lipchitz e sua moglie Bertha
Jacques Lipchitz e sua moglie Bertha è un dipinto a olio su tela (81x54 cm) realizzato nel 1916 dal pittore italiano Amedeo Modigliani.
È conservato nell'Art Institute di Chicago.
Jacques Lipchitz (1891-1973), scultore d'avanguardia lituano, era un amico di Modigliani e, come lui, risiedeva a Parigi dal 1909 con la moglie Bertha. Il dipinto, commissionato a Modigliani per le nozze dello scultore da Lipchitz stesso, ritrae le due figure in posizione fortemente asimmetrica: mentre la donna, dal sorriso gentile, è posta in basso a destra come fosse seduta su un'invisibile sedia, Lipchitz si staglia in tutta la sua altezza cingendo la spalla di lei.
Lo scultore fu tra i primi artisti a realizzare sculture in stile cubista.